# The Catered Affair
The Catered Affair, também conhecido como The Wedding Party (bra: A Festa de Casamento; prt: The Catered Affair) é um filme estadunidense de 1956, do gênero comédia dramática, dirigido por Richard Brooks, e estrelado por Bette Davis, Ernest Borgnine, Debbie Reynolds e Barry Fitzgerald. O roteiro de Gore Vidal foi baseado na peça televisiva homônima de 1955, de Paddy Chayefsky.

## Sinopse
Quando Jane (Debbie Reynolds) conta para seus pais que vai se casar com Ralph Halloran (Rod Taylor), sua mãe, Agnes (Bette Davis), começa a planejar um casamento elaborado, embora essa não seja a vontade de sua filha. Outra complicação é que o pai de Jane, Tom (Ernest Borgnine), é um motorista de táxi, e não pode pagar por uma cerimônia cara. A tensão entre a família aumenta cada vez mais à medida que Agnes começa a convidar mais pessoas, o que deixa toda a organização mais complicada.

## Elenco
- Bette Davis como Agnes Hurley
- Ernest Borgnine como Tom Hurley
- Debbie Reynolds como Jane Hurley
- Barry Fitzgerald como Tio Jack Conlon
- Rod Taylor como Ralph Halloran
- Robert Simon como Sr. Halloran
- Madge Kennedy como Sra. Halloran
- Dorothy Stickney como Sra. Rafferty
- Carol Veazie como Sra. Casey
- Joan Camden como Alice Scanlon
- Ray Stricklyn como Eddie Hurley
- Jay Adler como Sam Leiter

## Produção
A Metro-Goldwyn-Mayer comprou os direitos de exibição em 1955. Ann Blyth foi originalmente escalada para o papel principal feminino.
Debbie Reynolds disse mais tarde que "odiou fazer" o filme "por motivos pessoais. Gostei do resultado e ele me dirigiu bem, mas o diretor dificultou para mim e me deu trabalho. Ele me chamava de 'Pequena Miss Hollywood' e não tentava esconder seu desdém por mim. Todos os dias ele era rude, e uma vez bateu em meu rosto na frente de todos. Não sei o que fiz para irritá-lo naquela época. Sempre fui profissional".

## Recepção
Bosley Crowther, em sua crítica para o jornal The New York Times, escreveu: "Richard Brooks dirigiu de uma forma meio descompromissada que leva a ação da aspereza à farsa, e momentos de frustração para cenas de brigas vulgares em família. The Catered Affair é uma douração malsucedida do que equivale a uma briga baixa, simples e prolongada de família".
A revista Variety disse que "as atuações são boas e ocasionalmente há momentos divertidos e tocantes na trama faladora, embora monótona, sob a direção de Richard Brooks".
No Rotten Tomatoes, site agregador de críticas, 17% das 6 críticas do filme são positivas, com uma classificação média de 4,1/10.

### Bilheteria
De acordo com os registros da Metro-Goldwyn-Mayer, o filme arrecadou US$ 947.000 nacionalmente e US$ 520.000 no exterior, totalizando US$ 1.467.000 mundialmente.

## Adaptação musical
Em 2007, uma adaptação musical homônima, com roteiro de Harvey Fierstein e músicas de John Bucchino, estreou no Old Globe Theater, em São Diego; no ano seguinte, o musical estreou na Broadway, no Walter Kerr Theater. A adaptação foi estrelada por Faith Prince, Tom Wopat, Leslie Kritzer e o próprio Fierstein.